# Smithville (Texas)
Smithville ist eine Kleinstadt in Bastrop County des Bundesstaats Texas in den Vereinigten Staaten, gelegen am Colorado River. Das U.S. Census Bureau hat bei der Volkszählung 2020 eine Einwohnerzahl von 3.922 ermittelt.
Smithville (Texas) war Kulisse für den Film Eine zweite Chance (im Original Hope Floats) von 1998 und Drehort für The Tree of Life.

## Geographie
Die nach Angaben des United States Census Bureau 9,1 km² große Kleinstadt liegt geographisch etwa in der Mitte eines Dreiecks zwischen den texanischen Städten Austin, Houston und San Antonio; genauer: 12 Meilen südwestlich der Bezirkshauptstadt Bastrop und 29 Meilen südöstlich von Austin.

## Geschichte
Das Dorf „Old Smithville“ entstand auf 640 Ackern Land, das Thomas J. Gazely und Lewis Lomas zugesprochen wurde. Zunächst gab es Kleinhändler und ein Herrenhaus (Masonic Lodge). 1871 wurde die Presbyterianische Kirche in Smithville gegründet und im Jahr 1876 wurde das erste Postamt eröffnet und als „Smithville“ bezeichnet. Die Taylor, Bastrop and Houston Railroad Eisenbahngesellschaft, die später Teil der Missouri-Kansas-Texas Railroad wurde, kam 1886 und die Kleinstadt begann zwischen den Gleisen und dem Colorado River Fluss zu gedeihen; die Gemeinschaft von siebzehn Familien zog bis zu zwei Meilen nach Westen, um näher an den Gleisen zu sein. Einer alten Geschichte zufolge wäre Smithville beinahe in Burlesonville umbenannt worden (Murray Burleson gab das Land, auf dem das Eisenbahndepot entstanden war). Aber ein Münzwurf entschied, dass „Smithville“ als Name beibehalten wurde, wahrscheinlich zu Ehren des frühen Siedlers William Smith, der dort 1867 ein Geschäft eröffnet hatte. Bis 1890 hatte Smithville 616 Bewohner, zwei Hotels, drei Mühlen und eine medizinische Praxis.
Die Verlängerung der Eisenbahnlinie nach Lockhart (Texas) im Jahr 1892 brachte weitere Geschäfte, wie wiederum die Verlängerung der Linie nach Houston im darauf folgenden Jahr. Einen Boom brachte das Jahr 1894, als die MKT seine Zentrale nach Smithville verlagerte. Die Bevölkerung und die Stadt wuchsen schnell; 1896 hatte Smithville schon geschätzte 2.500 Bewohner, eine Methodistische, eine Baptistische, eine Presbyterianische und eine Katholische Kirche, zwei Hotels, und zahlreiche andere Geschäfte, einschließlich vier Arztpraxen. Das Bevölkerungsniveau in den ersten Jahrzehnten des 20. Jahrhunderts schwankte zwischen 3.000 und 4.000, bis zu 4.200 Mitte der 1940er Jahre. Obwohl die Eisenbahn Stellen abbaute, waren 1949 noch mehreren hundert Arbeiter in Smithville eingesetzt. Zu der Zeit hatte die Stadt einen Zahnarzt, zwei Rechtsanwälte, drei Doktoren und sechs Priester und Pastoren. Um 1962 war die Bevölkerung unter 3.000 gefallen, aber sie stieg bald wieder. In der Mitte der 1970er Jahre hatte die Stadt eine neue Bibliothek, ein Rathaus und ein Sturmentwässerungssystem und bekam einen Nationalpreis für das beste 200Jahr-Feier-Programm der Vereinigten Staaten. Bis 1984 wurden die Smithville Times noch veröffentlicht, und die Stadt war ein Zentrum für Produktion und Handel mit mehr als siebzig Geschäften und einer geschätzten Bevölkerung von 3.470 Personen. Lokale Produkte umfassten Zederhäuschen, Zäune, Möbel sowie Schiffstüren und -komponenten. Smithville blieb auch ein Zentrum für Landwirtschaft und Viehzucht. Jährlich begeht Smithville – meist am Wochenende nach Ostern – ein dreitägiges Festival, das Smithville Jamboree.

## Bildung
Smithville's Schulen sind zusammengefasst unter dem Dach des Smithville Independent School District. Es sind dies
- die Brown Primary School für das Vorschulalter
- die Smithville Elementary School für das Grundschulalter
- die Smithville Junior High School (Klassenstufen 6–8) und
- die Smithville High School (Klassenstufen 9–12) mit der Football-Mannschaft, den Smithville Tigers.

## Religion
Zu den Kirchen in Smithville gehören
- die Grace Lutheran Church,
- die First Presbyterian Church,
- die Saint Pauls Catholic Church,
- die Mount Pilgrim Baptist Church,
- die Trinity Baptist Church,
- die New Flower Heal Baptist Church,
- die Harts Chapel United Methodist Church,
- der Temple Christian Center,
- die Saint Paul African Methodist Episcopal Church,
- die First Christian Church (Disciples of Christ) und
- die Church of Christ.

## Söhne und Töchter der Stadt
- Hannibal Marvin Peterson, Jazzmusiker (Trompete, Koto, Komposition)
- Sonny Rhodes (als Clarence Edward Smith), Bluesmusiker
- DJ Screw (als Robert Earl Davis, Jr), DJ